# Алексеева, Марина Сергеевна (певица)
Мари́на Серге́евна Алексе́ева (4 июня 1931, Москва — 29 мая 2024, Россия) — советская и русская концертно-камерная певица (колоратурное сопрано) и педагог. Заслуженная артистка РСФСР (1991), профессор (2004).

## Биография
Марина Алексеева родилась 4 июня 1931 года в Москве. В 1948 году поступила в Музыкальное училище при Московской консерватории на вокальное отделение, прослушивалась у Антонины Васильевны Неждановой, от которой получила одобрительный отзыв. В течение трёх лет занималась в классе Мирзоевой Марии Моисеевны, затем, не окончив училища, продолжила обучение в Московской консерватории у неё же до 1957 года. Алексеева посвятила Мирзоевой «Вокализы для высокого голоса», изданные в Москве в 1975 году.
С 1960 года солистка «Москонцерта». Репертуар её концертов составляли редко исполняемые произведения отечественных и зарубежных композиторов, песни народов мира и тематические концерты: «Русская музыка», «Песни народов СССР», «Немецкая музыка», «Французская музыка», «Итальянская музыка» и другие. Гастролировала во многих
городах СССР и за рубежом (Германия, Италия). С 1981 года преподавала в Музыкальном училище при Московской консерватории, с 1996 года работала на кафедре сольного пения в Московской консерватории. Среди её учениц — солистка Большого театра и обладательница многих премий, оперная певица Екатерина Николаевна Щербаченко.
С 1995 года — доцент, с 2004 — профессор.
Марина Алексеева скончалась 29 мая 2024 года, похоронена на Ваганьковском кладбище.

## Награды
- Заслуженная артистка РСФСР (1991)[2]